# Orphana inquirenda
Orphana inquirenda là một loài ong trong họ Andrenidae. Loài này được Vachal miêu tả khoa học đầu tiên năm 1909.